# Glöckner (Familienname)
Glöckner bzw. Gloeckner ist ein deutscher Familienname.

## Herkunft und Bedeutung
Glöckner ist ein Berufsname und bezieht sich auf den Glöckner, selten auch auf den Glockengießer.

## Namensträger
- Adolf Glöckner (1850–1936), österreichischer Politiker (DnP), Abgeordneter zum Nationalrat
- Andreas Glöckner (* 1950), deutscher Musikwissenschaftler
- Angelika Glöckner (* 1962), deutsche Politikerin (SPD) und Betriebswirtin, MdB
- Bertha Glöckner (1848–1916), österreichische Schauspielerin und Soubrette
- Carl Gottlieb Glöckner (1744–1826), deutscher Theologe, Magister und Bergprediger
- Christian Gottlieb Glöckner (1698–1780), deutscher evangelischer Oberpfarrer, Bergprediger und Superintendent
- Daniel Christian Glöckner (* 1977), deutscher Politiker (FDP) und seit November 2017 Bürgermeister von Gelnhausen
- Eduard Feodor Gloeckner (1812–1885), deutscher Jurist
- Emil Glöckner (1868–1947), deutscher Maler und Gebrauchsgraphiker
- Ernst Glöckner (1885–1934), deutscher Kunsthistoriker
- Ernst Hermann Glöckner (1881–1963), deutscher Politiker (DDP)
- Frank Oliver Glöckner (* 1969), deutscher Bioinformatiker
- Franz Glöckner (1822–1899), österreichischer Politiker
- Gertrud Glöckner (1902–1968), deutsche Politikerin (SPD/SED)
- Gottfried Glöckner (* 1937), deutscher Komponist und Musikpädagoge
- Hans Peter Glöckner (* 1954), Jurist
- Helga Glöckner-Neubert (1938–2017), deutsche Schriftstellerin
- Henry Glöckner (* 1991), deutscher Volleyball- und Beachvolleyballspieler
- Hermann Glöckner (1889–1987), deutscher Maler
- Jochen Glöckner (* 1964), deutscher Rechtswissenschaftler
- Josefine Kramer-Glöckner (1874–1954), österreichische Schauspielerin
- Karl Glöckner (1845–1953), deutscher Zentenar
- Karl Glöckner (Historiker) (1884–1962), deutscher Oberstudiendirektor und Historiker
- Ludwig Glöckner (1909–1997), deutscher Orgelbauer in Berlin
- Manfred Glöckner (Filmarchitekt), deutscher Filmarchitekt
- Manfred Glöckner (Kanute) (1936–2005), deutscher Kanute
- Michael Glöckner (* 1969), deutscher Radsportler
- Olaf Glöckner (* 1965), deutscher Historiker
- Patrick Glöckner (* 1976), deutscher Fußballspieler und -trainer
- Peter-Michael Glöckner (1950–2011), deutscher Hinterglasmaler, Zeichner und Grafiker
- Philippa Sigl-Glöckner (* 1990), deutsche Wirtschaftswissenschaftlerin und Gründungsdirektorin der Denkfabrik Dezernat Zukunft
- Reinhard Glöckner (* 1933), deutscher evangelischer Theologe und Politiker
- Robert Glöckner (* 1996), deutscher Basketballspieler
- Rudi Glöckner (1929–1999), deutscher Fußballschiedsrichter
- Stefanie Glöckner (* 1982), deutsche Sommerbiathletin
- Stephan Glöckner (1875–1948), deutscher Klassischer Philologe
- Thomas Glöckner (* 1961), deutscher Architekt
- Wolfgang Glöckner (* 1927), Chemiker